# مکانیک بوهمی

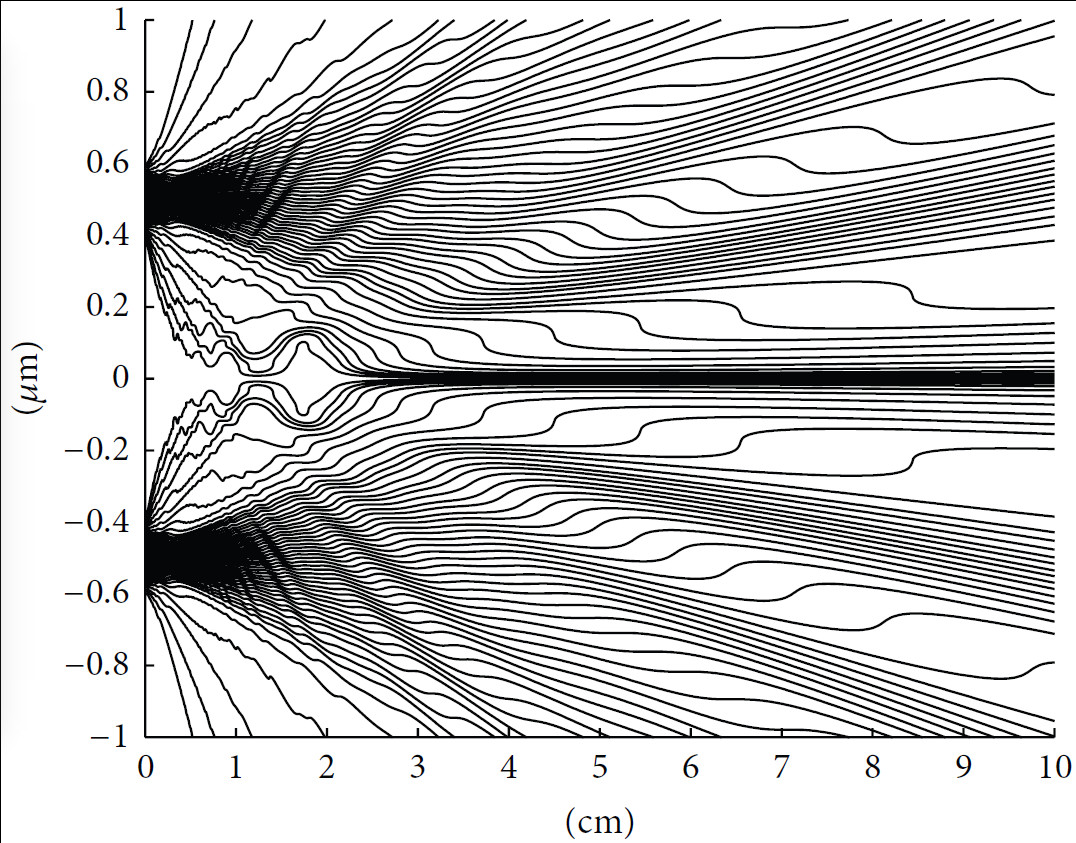
«مسیرهای بوهمی» برای الکترونی که از آزمایش دو شکاف عبور می‌کند، الگوی مشابهی را از اندازه‌گیری‌های ضعیف تک فوتون به دست می‌دهد.

مکانیک بوهمی یا تئوری دو بروی–بوهم یا تفسیر بوهمی یا تفسیر علّی یک تفسیر از مکانیک کوانتومی است. این تئوری به افتخار لویی دو بروی و دیوید بوهم نامگذاری شده است. در بعضی از تفاسیر این تئوری به صورت علنی غیر محلی بودن را می‌پذیرد. این تئوری علاوه بر یک تابع موج در فضای کلیه حالات ممکن، یک حالت واقعی را نیز فرض می‌کند که حتی در صورت عدم مشاهده نیز وجود دارد. تکامل در طول زمان حالت (یعنی موقعیت‌های همه ذرات یا حالت همه زمینه‌ها) توسط تابع موج و یک معادله هدایت تعریف می‌شود. تکامل تابع موج در طول زمان توسط معادله شرودینگر ارائه شده است. سرعت هر ذره به مقدار معادله راهنما بستگی دارد، که خود بستگی به پیکربندی سیستم داده شده توسط عملکرد موج آن دارد. همچنین به شرایط مرزی سیستم نیز بستگی دارد که در اصل ممکن است کل جهان باشد.
این تئوری منجر به یک فرمالیسم اندازه‌گیری، شبیه به آنچه در ترمودینامیک در مکانیک کلاسیک داریم، می‌شود که فرمالیسم کوانتومی استاندارد را که عموماً با تفسیر کپنهاگ همراه است، ارائه می‌دهد. غیر محلی بودن صریح این نظریه، «مسئله اندازه‌گیری» را حل می‌کند، که معمولاً به تفسیر مکانیک کوانتومی در تفسیر کپنهاگ محول می شود. قانون متولد شده در نظریه دو بروی - بوهم یک قانون اساسی نیست. در عوض، در این تئوری، پیوند بین چگالی احتمال و تابع موج، وضعیت فرضیه‌ای دارد که فرضیه تعادل کوانتومی نامیده می‌شود که بر اصول اساسی حاکم بر تابع موج اضافه می‌شود.
نظریه دوبری—بوهم که به طور متناوب نظریه موج ناوبری، مکانیک بوهمی، تفسیر بوهمی، و تفسیر علّی نامیده می شود، یک چارچوب نظری است که برای تفسیر مکانیک کوانتومی استفاده می شود. فرض اساسی این نظریه این است که در کنار تابع موج، یک آرایش واقعی از ذرات وجود دارد، صرف نظر از اینکه آیا آنها مشاهده می شوند یا خیر. تکامل زمانی پیکربندی تمام ذرات توسط یک معادله راهنما تعریف می‌شود، در حالی که تکامل تابع موج در طول زمان توسط معادله شرودینگر اداره می‌شود. این نظریه خاص به نام فیزیکدانان محترم لوئی دو بروله (۱۸۹۲—۱۹۸۷) و دیوید بوهم (۱۹۱۷—۱۹۹۲) نامگذاری شده است. 
نظریه فوق با جبرگرایی و عدم موقعیت صریح مشخص می شود: سرعت هر ذره بستگی به مقدار معادله هدایت دارد که بستگی به پیکربندی تمام ذرات مربوطه دارد.
فرآیندهای کوانتومی، که موضوع تحقیق هستند، اندازه گیری ها را شامل می شوند و توسط نظریه ای توضیح داده می شوند که پیش بینی های مشابه با تفسیر کپنهاگ را ارائه می دهد. این نظریه به دلیل حضور مداوم پیکربندی‌های ذرات با «مشکل اندازه‌گیری» روبرو نمی‌شود. اعتبار قانون بوم در زمینه نظریه دوبری-بوهم تأیید نمی شود. در عوض، این نظریه فرضیه ای را مطرح می کند که به عنوان «فرضیه تعادل کوانتومی» شناخته می شود، که به عنوان یک اصل تکمیلی حاکم بر رابطه بین چگالی احتمال و تابع موج در حالی که با اصول بنیادی حاکم بر تابع موج همزیستی دارد، عمل می کند.
این نظریه توسط دوبروی در طول دهه ۱۹۲۰ تدوین شد. با این حال، در سال 1927 او آن را لغو کرد و تمرکز خود را به سمت تفسیر کپنهاگ تغییر داد. دیوید بوهم که از تفسیر کپنهاگ ناراضی بود، نظریه موج-ذره دوبروی را در سال ۱۹۵۲ دوباره کشف کرد. پیشنهادهای بوهم در آن دوره با پذیرش محدودی مواجه شد، تا حدودی به دلیل عوامل بیرونی غیر مرتبط با ماهیت آنها، مانند وابستگی اولیه او به کمونیسم. نظریه موج-ذره دوبری-بوم با مخالفت قابل توجهی از نظریهپردازان جریان اصلی روبرو شد، در درجه اول به دلیل عدم محلی بودن صریح آن. جان استوارت بیل، نویسنده قضیه بل در سال ۱۹۶۴، در سال ۱۹۸۲ به این نظریه پرداخته است:
بوهم به روشنی نشان داد که چگونه متغیرهای تازه را می توان در قلمرو مکانیک موج غیر نسبیتی گنجاند. این متغیرها نقش مهمی در تبدیل تصویر غیر قطعی به تصویر قطعی دارند. از نظر من سوگیری نسخه ارتدکس، ارجاع ضروری به "ناظر"، می تواند از بین برود.
چرا بوهم نتوانست مرا از وجود این «موج راهنما» مطلع کند؟ آیا برای او مناسب نبود که حداقل نقص های درون آن را شناسایی کند؟ چرا فون نویمان از در نظر گرفتن این مفهوم غافل شد؟ علاوه بر این، بسیار عجیب است که افراد از سال 1952 تا سال 1978 به ارائه «اثبات غیرممکن» ادامه دادند. چرا تصویر موج راهنما در کتابهای درسی دانشگاهی نادیده گرفته می شود؟ آیا نباید فقط به آن نادیده گرفته شود، بلکه باید به عنوان درمانی برای رضایت عمومی آموزش داده شود؟ این نشان می دهد که ابهام، سوگیری و عدم قطعی بودن توسط شواهد تجربی بر ما تحمیل نمی شود، بلکه با انتخاب نظری عمدی بر ما تحمیل می شود.
از دهه ۱۹۹۰، علاقه به تدوین گسترش نظریه بوهم-بروگلی، که تلاش می کند آن را با نسبیت خاص و نظریه میدان کوانتومی آشتی دهد، در حالی که جنبه های اضافی مانند اسپین یا هندسه فضایی منحنی را نیز شامل می شود، دوباره افزایش یافته است.
مقاله درباره واپاشی انسجام کوانتومی در دانشنامه فلسفه استنفورد رویکردهای مکانیک کوانتومی را به پنج دسته طبقه‌بندی می‌کند که یکی از آن‌ها به عنوان «نظریه‌های موج راهنما» یاد می‌شود (دسته‌های باقی‌مانده شامل تفسیر کپنهاگ، نظریه‌های فروپاشی عینی، تفاسیر چندگانه جهان، و تفاسیر مدال است).
چندین فرمول ریاضی معادل برای این نظریه وجود دارد و با نام‌های متعددی شناخته می‌شود ، موج دوبری دارای تشبیه ماکروسکوپی به نام موج فارادی است.
بررسی اجمالی
نظریه دوبری-بوهم بر اساس فرضیه های زیر است:
یک پیکربندی {\displaystyle q} از جهان وجود دارد که توسط مختصات {\displaystyle q^{k}} توصیف می شود که یک عنصر از فضای پیکربندی {\displaystyle Q} است. فضای پیکربندی برای نسخه های مختلف نظریه موج راهنما متفاوت است. به عنوان مثال، این ممکن است فضای موقعیت های {\displaystyle \mathbb {Q} _{N}} از {\displaystyle N} ذره باشد، یا در صورت نظریه میدان، فضای پیکربندی میدان {\displaystyle \phi (x)} باشد. پیکربندی برای {\displaystyle (spin=0)} طبق معادله هدایت کننده تکامل می یابد.
{\displaystyle m_{k}{dq^{k} \over dt}(t)=\hbar \bigtriangledown _{k}lmln\psi (q,t)=\hbar lm({\bigtriangledown _{k}\psi  \over \psi })(q,t)={m_{k}j_{k} \over \psi ^{*}\psi }=Re({{\widehat {P}}_{k}\Psi  \over \Psi })}
جایی که  {\displaystyle j} جریان احتمال یا شار احتمال است و {\displaystyle P} عملگر تکانه است. در اینجا، {\displaystyle \Psi (q,t)} تابع موج استاندارد با ارزش مختلط است که از نظریه کوانتومی شناخته شده است و طبق معادله شرودینگر تکامل می یابد.
{\displaystyle i\hbar {\partial  \over \partial t}\psi (q,t)=-\sum _{i=1}^{N}{\hbar ^{2} \over 2m_{i}}\bigtriangledown _{i}^{2}\psi (q,t)+V(q)\psi (q,t)}

این معادله قبلاً مشخصات نظریه را برای هر نظریه کوانتومی با عملگر نوع همیلتون تکمیل می کند.
{\displaystyle H=\sum {1 \over 2m_{i}}{\widehat {p}}^{2}+V({\widehat {q}})}

پیکربندی در یک لحظه زمانی طبق {\displaystyle |\psi (q,t)|^{2}} توزیع می شود، و این در نتیجه برای همه زمان ها برقرار است. چنین حالتی تعادل کوانتومی نامیده می شود. با تعادل کوانتومی، این نظریه با نتایج مکانیک کوانتومی استاندارد موافقت می کند.
اگرچه این ارتباط اغلب به عنوان یک اصل موضوعی نظریه به تصویر کشیده می شود، اما در اسناد اولیه بوهم در سال ۱۹۵۲ به عنوان یک بحث مکانیکی- آماری نشان داده شد. این بحث علاوه بر این توسط بوهم در سال 1953 تقویت شد و در مقاله ای توسط Special و Bohm در سال 1954 تأیید شد، که در آن آنها نوسانات تصادفی سیال را معرفی کردند که آرامش مجانبی را از عدم تعادل کوانتومی تا تعادل کوانتومی {\displaystyle (\rho \rightarrow |\psi |^{2})}تجربه می کنند.
آزمایش دو شکاف
آزمایش دو شکاف آزمایشی است که دوگانگی موج-ذره را نشان می دهد. در این آزمایش، پرتویی از ذرات (مانند الکترون ها) از طریق مانعی عبور می کند که دو شکاف دارد. اگر یک صفحه آشکارساز را در طرف دیگر مانع قرار دهیم، الگوی ذرات تشخیص داده شده، نوارهای تداخلی مشخصه امواجی را نشان می دهد که از دو منبع (دو شکاف) به صفحه می رسند. با این حال، الگوی تداخل از نقاط مجزا تشکیل شده است که مربوط به ذراتی است که به صفحه رسیده اند. به نظر می رسد که سیستم هم رفتار امواج (الگوهای تداخل) و هم رفتار ذرات (نقاط روی صفحه) را نشان می دهد.
اگر پیکربندی این تجربه خاص به گونه‌ای اصلاح شود که یکی از شکاف‌ها بسته شود، پدیده تداخل مشاهده نمی‌شود. در نتیجه، نتایج نهایی آزمایش تحت تأثیر وضعیت هر دو شکاف است. علاوه بر این، می توان تنظیمات را به گونه ای ترتیب داد که یک حداقل آشکارساز ثبت شده به یکی از شکاف ها با قصد تعیین اینکه ذره از کدام شکاف عبور کرده است معرفی شود. هنگامی که این اصلاح اجرا می شود، الگوی تداخل متوقف می شود.
طبق تفسیر کپنهاگ، تصور می شود که ذرات تا زمانی که شناسایی شوند، موقعیت مشخصی در فضا ندارند. از این رو، اگر هیچ نشانگر متمایز بر روی شکاف وجود نداشته باشد، هیچ اطلاعاتی در مورد شکاف خاصی که ذره عبور کرده است وجود ندارد. در صورتی که یک نشانگر شناسایی بر روی یکی از شکاف ها قرار گیرد، تابش موج به دلیل تشخیص تجمع می یابد.
در نظریه دوگانه پیشنهاد شده توسط دوبری و بوهم، پدیده تابش موج به صورت همزمان در هر دو شکاف توصیف می شود. با این حال، هر ذره جداگانه می تواند به یک مسیر واحد که از یکی از شکاف ها عبور می کند ردیابی شود. تعیین موقعیت نهایی ذره در صفحه تشخیص و شکاف خاصی که از آن عبور می کند بستگی به موقعیت اولیه آن دارد. متأسفانه، آزمایشگر فاقد توانایی شناسایی یا دستکاری این موقعیت اولیه است که در نتیجه ظاهری تصادفی در الگوی تشخیص مشاهده شده ایجاد می شود. این تصادفی بودن توسط بوم در مقالاتش در سال ۱۹۵۲ مورد بررسی قرار گرفت، جایی که او از تابش موج برای ساخت یک پتانسیل کوانتومی استفاده کرد. بوم با گنجاندن این پتانسیل در معادله‌های نیوتن موفق شد مسیرهای ذراتی را که از دو شکاف عبور می‌کنند مشخص کند. در عمل، پدیده تابش موج با خود تداخل دارد و ذره را با استفاده از پتانسیل کوانتومی به جلو هدایت می کند. در نتیجه، ذرات از مناطقی که تداخل مخرب رخ می دهد دور می شوند و در عوض به سمت مناطقی که تداخل سازنده وجود دارد کشیده می شوند، این در نهایت به عنوان الگوی تداخل متمایز مشاهده شده در صفحه تشخیص ظاهر می شود.
برای روشن کردن رفتار ذره هنگام عبور از یک دهانه باریک، درک اهمیت تابش شرطی و واپاشی ناشی از آن در تابش موج ضروری است. این توضیح در بخش بعدی توضیح داده شده است و مفهوم اساسی این است که محیطی که تشخیص را ثبت می کند به طور موثر دو بسته موج را در فضای پیکربندی جدا می کند.

تئوری
اُنتولوژی
اُنتولوژی نظریه برهم‌کنش برانلی-بوم از یک پیکربندی {\displaystyle q(t)\in Q} از جهان و یک موج راهنما {\displaystyle \psi (q,t)\in C} تشکیل شده‌است. فضای پیکربندی {\displaystyle Q} می‌تواند به همان شکل که در مکانیک کلاسیک و مکانیک کوانتومی استاندارد است، انتخاب شود.
اُنتولوژی نظریه موج-ذره از یک مسیر {\displaystyle q(t)\in Q} که از مکانیک کلاسیک می‌شناسیم، و یک تابع موج  {\displaystyle \psi (q,t)\in C} که از مکانیک کوانتومی می‌شناسیم، تشکیل شده‌است. بنابراین، در هر لحظه از زمان، نه تنها یک تابع موج وجود دارد، بلکه یک پیکربندی تعریف‌شده از کل جهان نیز وجود دارد (یعنی، سیستمی که توسط شرایط مرزی مورد استفاده در حل معادله شرودینگر تعریف می‌شود). مطابقت با تجربیات ما با شناسایی پیکربندی مغز ما با بخشی از پیکربندی کل جهان {\displaystyle q(t)\in Q} ، همان‌طور که در مکانیک کلاسیک است، انجام می‌شود.
در حالی که موجودیت مکانیک کلاسیک بخشی از اصل نظریه دوبری-بوهم است، دینامیک‌های این دو متفاوت است. در مکانیک کلاسیک، شتاب‌های ذرات مستقیماً توسط نیروهایی که در فضای سه‌بعدی فیزیکی وجود دارند، اعمال می‌شوند. در نظریه دوبری-بوهم، سرعت‌های ذرات توسط تابع موجی داده می‌شود که در فضای پیکربندی (3N)-بعدی وجود دارد، که N به تعداد ذرات در سیستم مربوط می‌شود.
بوم فرض کرد که هر ذره فردی دارای یک چارچوب داخلی پیچیده و شکننده است که آن را قادر می سازد تا به اطلاعات منتقل شده توسط تابع موج از طریق پتانسیل کوانتومی پاسخ دهد. علاوه بر این، بر خلاف مکانیک کلاسیک، نظریه دوبرو بوم فرض می کند که ویژگی های فیزیکی (مانند انرژی تکانه و ...) در سراسر تابع موج پخش می شوند و فقط به موقعیت ذره محدود نمی شوند.
خود تابع موج، نه ذرات، تعیین‌کننده تکامل دینامیکی سیستم است. ذرات بر روی تابع موج تأثیر نمی‌گذارند.
همانطور که بوهم و هیلی بیان کردند، "معادله شرودینگر برای میدان کوانتومی منبعی ندارد، و همچنین هیچ راه دیگری ندارد که به وسیله آن میدان بتواند مستقیماً تحت تاثیر شرایط ذرات قرار گیرد. نظریه کوانتومی را می توان به طور کامل با این فرض درک کرد که میدان کوانتومی هیچ منبع یا اشکال دیگری از وابستگی به ذرات ندارد. پی. هلند این عدم عمل متقابل ذرات و تابع موج را یکی از بسیاری از خواص غیر کلاسیک این نظریه می داند هلند به دلیل ناقص بودن توصیف بعداً این را یک عدم واکنش ظاهری به عقب نامید.
در ادامه، مشخصات مربوط به یک ذره درحال حرکت در {\displaystyle R^{3}} داده می شود، پس از آن تنظیمات مربوط به N ذره در حرکت در 3 بعد داده خواهد شد . در حالت اول، فضای پیکربندی و فضای واقعی یکسان هستند، در حالی که در حالت دوم، فضای واقعی هنوز {\displaystyle R^{3}} است، اما فضای پیکربندی تبدیل به {\displaystyle \mathbb {R} ^{3}N} می شود. در حالی که موقعیت ذرات خود در فضای واقعی است، میدان سرعت و تابع موج در فضای پیکربندی هستند، که اینگونه است که ذرات در این نظریه با یکدیگر درگیر می شوند.
موارد دیگر این نظریه شامل اسپین و فضاهای پیکربندی پیچیده تر میباشد.
موقعیت ذرات در مکانیک کوانتومی با استفاده از تغییرات  نشان داده می شود ،  نشان دهنده تابع موج با ارزش پیچیده در فضای پیکربندی است .
توابع راهنما
برای یک ذره منفرد بدون چرخش که به داخل   حرکت می‌کند، سرعت ذره از روش زیر بدست می آبد :
{\displaystyle {dQ \over dt}(t)={\hbar  \over m}lm({\bigtriangledown \psi  \over \psi })(Q,t)}
برای بسیاری از ذرات، ما آنها را به عنوان  برای ذره  برچسب گذاری می کنیم و سرعت آنها توسط فرمول زیر بدست می آوریم :
{\displaystyle {dQ_{k} \over dt}(t)={\hbar  \over m_{k}}lm({\bigtriangledown _{k}\psi  \over \psi })(Q_{1},Q_{2},...,Q_{N},t)}
مشاهدات اولیه ای که باید انجام شود این است که میدان سرعت به مکان دقیق همه ذرات در کیهان بستگی دارد. در اکثر سناریوهای تجربی، می توان تاثیر این ذرات را با استفاده از یک تابع موج موثر که مربوط به زیرمجموعه خاصی از جهان است، در بر گرفت.
معادله شرودینگر تک ذره ای بر تکامل زمانی یک تابع موج با مقدار پیچیده در {\displaystyle R^{3}} حاکم است. این معادله یک نسخه کوانتیزه شده از کل انرژی یک سیستم کلاسیک را نشان می دهد که تحت یک تابع پتانسیل با ارزش واقعی V در {\displaystyle R^{3}} تکامل می یابد:
{\displaystyle i\hbar {\partial  \over \partial t}\psi =-{\hbar ^{2} \over 2m}\bigtriangledown ^{2}\psi +V\psi }

برای همه ذرات، معادله یکسان است با این تفاوت که  و  اکنون در فضای پیکربندی،   هستند:
{\displaystyle i\hbar {\partial  \over \partial t}\psi =-\sum _{k=1}^{N}{\hbar ^{2} \over 2m_{k}}\bigtriangledown _{k}^{2}\psi +V\psi }
این همان تابع موجی است که در مکانیک کوانتومی معمولی وجود دارد.
در مقالات اصلی بوهم 1952، بحث حول شیوه ای می چرخد که نظریه دوبری بوهم نتایج مورد انتظار را در مکانیک کوانتومی تولید می کند. مفهوم اساسی این است که اگر موقعیت ذره با توزیع آماری داده شده توسط {\displaystyle |\Psi |^{2}}مطابقت داشته باشد، آنگاه معتبر تلقی می شود. علاوه بر این، اگر توزیع اولیه ذرات با {\displaystyle |\Psi |^{2}} هماهنگ باشد، آنگاه این توزیع خاص به طور نامحدود از طریق معادله راهنما تضمین می شود.

برای یک آزمایش معین می‌توان حقیقت این گزاره را فرض کرد و آن را از طریق ابزارهای تجربی تأیید کرد. با این حال، همانطور که توسط   Dürr و همکاران توضیح داده شد. ، لازم است استدلال کنیم که این توزیع نماینده زیر سیستم ها است. نویسندگان معتقدند که {\displaystyle |\Psi |^{2}} به دلیل صافی آن در طول تکامل دینامیکی سیستم، به عنوان معیار مناسب مشترک برای شرایط موقعیت ذرات اولیه عمل می کند. پس از آن، نویسندگان ثابت می کنند که اکثریت قریب به اتفاق تنظیمات اولیه بالقوه منجر به یک الگوی آماری می شود که به قانون بور یعنی {\displaystyle |\Psi |^{2}} برای نتایج اندازه گیری پایبند باشد. در اصل، در یک جهان اداره شده توسط دینامیک دوبری-بوهم، رفتار قانون بورن معمولی است.
بنابراین، وضعیت شباهت زیادی به فیزیک آماری کلاسیک دارد. یک حالت اولیه با آنتروپی پایین، با احتمال بسیار زیاد، دگرگونی به حالت آنتروپی بالاتر قرار می‌گیرد: رفتاری که با قانون دوم ترمودینامیک مطابقت دارد، معمولی در نظر گرفته می‌شود. شرایط اولیه استثنایی وجود دارد که منجر به نقض این قانون دوم می شود. با این حال، در غیاب شواهد بسیار دقیق تأیید کننده تحقق یکی از این شرایط، پیش‌بینی هر چیزی غیر از افزایش واقعی و یکنواخت در آنتروپی بسیار غیرمنطقی است. به‌طور مشابه، در درون نظریه بروگلی-بوم دوتایی، شرایط اولیه غیرمعمول وجود دارد که می‌تواند آمار اندازه‌گیری متناقض با قانون بورن را تولید کند (در نتیجه با پیش‌بینی‌های نظریه کوانتومی استاندارد در تضاد است). با این وجود، قضیه تیپیکیت نشان می دهد که هیچ دلیل قانع کننده ای برای حمایت از هر یک از این شرایط وجود ندارد. اگر شرایط اولیه خاص واقعاً تحقق یابد، رفتار قانون بورن با انتظارات مطابقت دارد.
به عبارت دیگر، برای نظریه دو بروگلی-بوم، قانون بورن به عنوان یک قضیه ایستاده است مگر اینکه یک فرض اضافی معرفی شود (مشابه نظریه کوانتومی معمولی).
علاوه بر این می‌توان نشان داد که توزیعی از ذرات که مطابق با قانون بورن نیست یعنی «خارج از تعادل کوانتومی» توزیع می‌شود و تحت دینامیک دوبری-بوهم تکامل می‌یابد که به احتمال زیاد به صورت پویا به یک حالت تبدیل می‌شود که با توجه به {\displaystyle |\Psi |^{2}} توزیع می‌شود.
در فرمول‌بندی نظریه دو بری-بوم، تنها یک تابع ( توابع ) موجی برای کل جهان ( ها ) وجود دارد (که همیشه با معادلات شرودینگر تکامل می‌یابد). در اینجا، "جهان" به سادگی سیستمی است که توسط همان شرایط مرزی مورد استفاده برای حل معادله شرودینگر محدود شده است.
با این حال، هنگامی که این نظریه فرموله شد، ارائه یک مفهوم تابع موج برای زیرسیستم های جهان راحت است.
اجازه دهید تابع موج جهان را به صورت {\displaystyle \psi (t,q^{I},q^{\Pi })} بنویسیم، جایی که {\displaystyle q^{I}} نشان دهنده متغیرهای پیکربندی مرتبط با برخی از زیرسیستم {\displaystyle (I)} جهان است، و {\displaystyle q^{\Pi }} نشان دهنده متغیرهای پیکربندی باقی مانده است. به ترتیب با {\displaystyle Q^{I}(t)} و {\displaystyle Q^{\Pi }(t)} پیکربندی واقعی زیرسیستم {\displaystyle (I)} و بقیه جهان را نشان دهید. برای سادگی، ما در اینجا فقط مورد بدون چرخش را در نظر می گیریم. تابع موج شرطی زیرسیستم () توسط:
{\displaystyle \psi ^{I}(t,q^{I})=\psi (t,q^{I},Q^{\Pi }(t))}